# Edgar Bergen
Edgar John Bergen (eigentlich Edgar John Bergren; * 16. Februar 1903 in Chicago, Illinois; † 30. September 1978 in Las Vegas, Nevada) war ein US-amerikanischer Schauspieler und der wohl berühmteste Bauchredner des 20. Jahrhunderts. Mit seinen Holzpuppen, unter denen die Figur Charlie McCarthy am bekanntesten wurde, absolvierte er unzählige Auftritte in Bühnen-, Film-, Fernseh- und Radioproduktionen. Edgar Bergen ist der Vater der Schauspielerin Candice Bergen. 

## Leben und Karriere
Der Sohn schwedischer Eltern wuchs in Decatur, Michigan auf. Er brachte sich als Kind mit Hilfe einer Broschüre selbst das Bauchreden bei und ließ sich eine Holzpuppe namens Charlie McCarthy anfertigen, die ein Leben lang sein Markenzeichen blieb.
Bergens Auftritte mit Charlie waren so erfolgreich, dass er 1937 seine eigene Radiosendung erhielt. Obwohl man bei dieser Radioshow die Holzpuppe Charlie und den Bauchredner natürlich nicht sehen konnte, entwickelte sich die Sendung zu einem großen Hit und lief bis 1956. Besonderer Beliebtheit erfreuten sich dabei die Rededuelle zwischen Charlie McCarthy und dem Komiker W. C. Fields. Als Kontrapunkt zu dem spitzfindigen Charlie McCarthy entwickelte Bergen den „Spätzünder“ Mortimer Snerd und auch die männerhungrige Effie Klinker.
Der Erfolg seiner Radioshow brachte Bergen auch bald zahlreiche Filmangebote ein. Er trat unter anderem in der Komödie Ehrlich währt am längsten, dem Drama Geheimnis der Mutter und dem Abenteuerfilm Käpt’n China auf.
Er war von 1945 bis zu seinem Tod 1978 mit der 20 Jahre jüngeren Frances Westerman verheiratet, die als Model den Künstlernamen Frances Westcott verwendete. Die beiden hatten zwei Kinder.
Edgar Bergen spielte in The Homecoming: A Christmas Story (1971), dem Pilotfilm zur Fernsehserie Die Waltons, die Rolle des Großvaters. In der Serie wurde er durch Will Geer ersetzt.

## Auszeichnungen
- 1938 wurde Bergen ein Ehrenoscar für seine Verdienste in der Unterhaltungsbranche und für die Schaffung von Charlie McCarthy verliehen. In Anspielung auf die Charlie McCarthy-Puppe war die Oscarstatue aus Holz. 1978 wurde er von der Screen Actors Guild mit dem Screen Actors Guild Life Achievement Award für sein Lebenswerk ausgezeichnet.
- Bergen sind drei Sterne auf dem Hollywood Walk of Fame gewidmet. 1990 wurde er zudem in die Radio Hall of Fame aufgenommen, zudem ist er in der Hall of Fame der Society of American Magicians.

## Filmografie (Auswahl)
- 1930: The Operation (Kurzfilm)
- 1938: The Goldwyn Follies
- 1939: Ehrlich währt am längsten (You Can’t Cheat an Honest Man)
- 1939: Charlie McCarthy, Detective
- 1941: Look Who’s Laughing
- 1942: Here We Go Again
- 1944: Song of the Open Road
- 1944: Fröhlich, Frei, Spaß dabei (Fun and Fancy Free)
- 1948: Geheimnis der Mutter (I Remember Mama)
- 1950: Käpt’n China (Captain China)
- 1953: Mystery Lake
- 1967: Die nackten Tatsachen (Don't Make Waves)
- 1971: The Homecoming: A Christmas Story (Fernsehfilm)
- 1971: Die Waltons (The Waltons; Fernsehserie, 1 Folge)
- 1976: Won Ton Ton – der Hund, der Hollywood rettete (Won Ton Ton: The Dog Who Saved Hollywood)
- 1977: The Muppet Show (Fernsehserie, als Special Guest Star)
- 1979: Muppet Movie (The Muppet Movie)